# Тайска котка
Тайската котка е порода домашна котка, произхождаща от някогашния Сиам, дн. Тайланд. Тя е родствена на сиамската котка и изглежда така, както са изглеждали сиамките при пренасянето им в Европа, т.е. истинската т.нар. стара порода.

## История
Първите представители на тази порода са внесени в Европа през 1884 г., малко по-късно (ок. 1920) и в Америка и поради екзотичния си вид бързо си спечелват популярност. Започват да се извършват интензивни селекции, в резултат на които се стига до появата на днешната сиамска котка, която е с максимално издължено тяло, клиновидна глава, големи уши и дълги елегантни крайници. Тя предизвиква фурор докато старата (фактически оригиналната) порода на тайските котки е изместена на заден план и се отглежда от немногобройни любители. Тайските котки се признават като порода през 1990 г., когато официално е приет стандартът за тях, като името тайски получават поради промененото междувременно название на тяхната прародина – Сиам е преименувана в Тайланд.

## Външен вид
Днес външният вид на тези котки напълно съответства на вида на сиамките в края на 19 в., когато пристигат в Европа. Те са със среден ръст, мускулесто, но елегантно телосложение, заоблена муцуна, неголеми уши и сини очи. Окраската е основно бяла (с възрастта постепенно потъмнява към слонова кост и даже до кафяво) и по-тъмни глава, крайници и опашка.

## Характер
Тази порода е една от най-интелигентните и съобразителните сред котките. Много любопитни и активни. Силно привързани към стопаните си като държат да участват в техния всекидневен живот. Особен момент е посрещането на стопаните вечер – те предано ги очакват на вратата и ги посрещат със силно мяукане. Лесно се поддават на дресировка и с удоволствие играят с топчета, носейки ги в уста подобно на кучета. Също така лесно могат да бъдат приучени да се разхождат на каишка. Лесно се разбират с децата в семейството, при това ако детето им причини болка те не се сърдят и не му отмъщават, а просто се отдръпват настрана. Тайската котка е контактна и лесно свиква с други домашни животни – кучета, други котки, понякога дори гризачи и птици, стига това да е станало докато е била малка. Разбирателството ѝ с другите животни ще бъде успешно, но ако я оставят да бъде лидер.
Тъй като са много социални, тайските котки не понасят самотата и много страдат, когато ги оставят сами вкъщи. Идеалният вариант е да има постоянно човешко присъствие в дома или друга котка от породата.
Разпространено е схващането, че тайските котки са злобни и отмъстителни – това не важи в никакъв случай за чистата порода. Подобни случаи са възможни при нерасови примеси, когато представители на породата са разплождани с улични породи – в тези случаи приликата с тайските котки е по-скоро външна, главно в окраската, но те носят черти от психиката на уличните си събратя, които са принудени да охраняват територията си от всички и всичко, следователно е възможно да проявяват в определени случаи агресивно поведение.

## Продължителност на живота
Тайските котки са дълголетни – средната им продължителност на живот е 10 – 14 г., но в много случаи доживяват дори до 20 – 28 г.